# Cookeiet

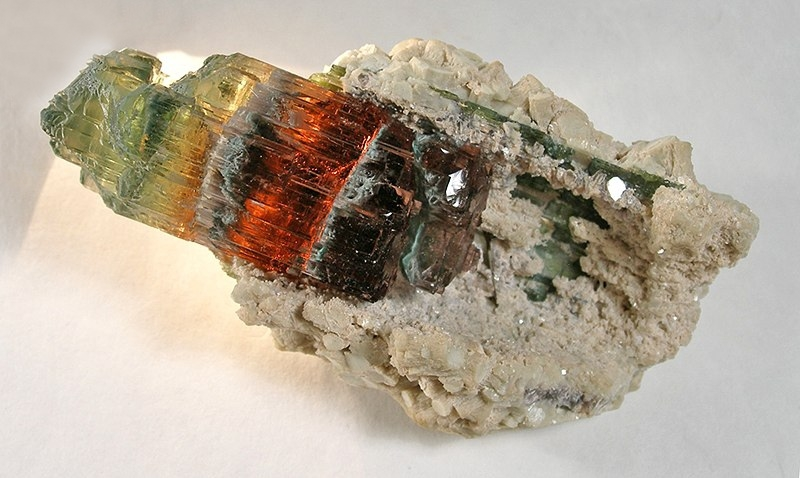

Het mineraal cookeiet is een lithium-aluminium-fylosilicaat, een fyllosilicaat in verbinding met lithium, aluminium en acht hydroxylgroepen, met de molecuulformule LiAl5Si3O10(OH)8. Het behoort tot de chlorietgroep. Het is wit, groen of bruin, het heeft een witte streepkleur en een glasglans. Het heeft een monoklien kristalstelsel en een perfecte splijting volgens kristalvlak [001]. De massadichtheid is 2,67 kg/m3, de hardheid is 2,5 en het mineraal is niet radioactief. Cookeiet wordt vooral gevormd bij de verwering van toermalijnen en in pegmatieten.